# Rytířský román
Rytířský román (také se používá termín dvorský román či romance) je epický literární žánr, pěstovaný především v západní Evropě ve středověku a za renesance v poezii a později (přibližně na konci středověku) i v próze.
Žánr se vyvinul z francouzské tradice hrdinských eposů (s tzv. chansons de geste – písně o činech), pěstovaných trubadúry, rozdíl mezi rytířským eposem a rytířským románem je velmi malý a často téměř nepostihnutelný.
Označení román zde nesouvisí s moderním románem, znamená, že jde o literaturu psanou „románským“ jazykem (tj. francouzsky, španělsky a portugalsky, později byly ale romány psány i anglicky, německy a v jiných jazycích), oproti latinsky psané církevní literatuře.
Podobně jako u chansons de geste, hlavní postavou rytířského románu je rytíř, zažívající různá dobrodružství ve jménu milované dámy. Rytířské romány jsou psány na tradiční témata, často jsou propojeny. Existují v zásadě tři tematické okruhy rytířských románů: za prvé, tzv. římská látka (zabývá se především životem a činy Alexandra Velikého, který platil za vzor rytířských ctností, sem patří i jeden z mála rytířských románů, napsaných v českých zemích, totiž Alexandreis, sem spadá i tematika trojské války apod.), tzv. francouzská látka (zabývá se Karlem Velikým a Rolandem, jeho hlavním paladinem, válkami proti Maurům a Saracénům), a tzv. britská látka (artušovská tematika). Postavy jsou většinou idealizované, objevují se milostné i náboženské motivy.
Tradice podobná rytířskému románu existovala i v soudobé severoevropské literatuře. Obecné označení pro tento literární směr neexistuje. Podobně jako v romancích se zde hojně vyskytují nadpřirozené motivy, jako bohové, trpaslíci, elfové, draci, obři a kouzelné meče. Hrdinové podobně jako v rytířských románech podstupují náročné úkoly, bojují proti drakům, čarodějnicím, zachraňují ctnostné dívky. Děj je umístěn většinou do Skandinávie. Příkladem takovýchto děl mohou být například ságy, zejména pozdější, Beowulf, Píseň o Nibelunzích, hrdinské písně Poetické Eddy. Většina z těchto příběhů je volně založena na skutečných historických událostech.
Pozdější rytířské romány se vyznačují především vyšším počtem nadpřirozených motivů. Typickým anglickým rytířským románem je Artušova smrt Thomase Maloryho, typickým španělským rytířským románem je Amadís Waleský (1508, Amadís de Gaula) od Garciho Rodrigueze de Montalva. Typickou postavou je v nich potulný rytíř, který putuje po světě ve jménu své vyvolené dámy a koná hrdinské skutky (bojuje s draky, obry, čarodějnicemi a jinými rytíři). Dalšími typickými romány jsou francouzský Román o růži, staroanglický Král Horn, Sir Gawain a Zelený rytíř či Povídka rytířova z Canterburských povídek Geoffreyho Chaucera.
Tyto pozdější romance byly často parodovány, zejména ale až v renesančním období, viz článek směšnohrdinská epika, typickou takovou renesanční parodií středověkých rytířských románů je například román Miguela Cervantese Don Quijote.